# Big Mutha Truckers
Big Mutha Truckers – gra wyścigowa wyprodukowana przez Eutechnyx i wydana przez Empire Interactive oraz THQ w 2002 roku.

## Fabuła
Pani Jackson, właścicielka firmy Big Mutha Truckers Inc., ogłosiła czwórce swoich dzieci, że planuje odejść na emeryturę. Zrobiła konkurs: kto zgromadzi więcej pieniędzy w 60 dni jeżdżąc po drogach i bezdrożach hrabstwa Hick State zwycięży i przejmie interes. Gracz wciela się w jedną z postaci: Rawkusa, Cletusa, Bobbie-Sou lub Earla.